# Украинская хоккейная лига
Украинская хоккейная лига (УХЛ) (укр. Українська хокейна ліга, УХЛ) — организация, занимающаяся проведением и освещением чемпионата Украины по хоккею. Образована летом 2016 года при участии 6 клубов. Текущие соучредители: ХК «Белый Барс», ХК «Донбасс», ХК «Кременчук», МХК «Динамо Харьков».

## Предыстория
Была основана в июне 2016 года. В первом сезоне УХЛ выступили 6 клубов: Белый Барс (Белая Церковь), Витязь (Харьков), Дженералз (Киев), Донбасс (Донецк), Кременчук (Кременчуг), Кривбасс (Кривой Рог). Договор о сотрудничестве с Федерацией хоккея Украины был подписан 25 августа 2016 года.
На собрании учредителей было принято решение о назначении Сергея Варламова, знаменитого украинского хоккеиста и экс-игрока НХЛ, исполнительным директором Лиги. Спортивным директором Лиги был назначен Юрий Кириченко, имеющий опыт в организации и проведении международных соревнований под эгидой IIHF. Главный судья УХЛ — Александр Говорун, возглавляющий Комитет хоккейных арбитров Федерации хоккея Украины.
Первая шайба в истории Украинской хоккейной лиги была заброшена 09 сентября 2016 года игроком «Донбасса» Сергеем Бабинцом в матче-открытии чемпионата против киевских «Дженералз».

## Основные задачи Лиги
- Организация и проведение чемпионата Украины по хоккею.
- Всестороннее освещение деятельности команд УХЛ на телевидении, в печатных и интернет-СМИ.
- Развитие национального хоккея путем повышения уровня подготовки хоккейных клубов, тренерского состава, судейского корпуса[1].

## Структура проведения чемпионата[1]
Чемпионат проводится в два этапа: регулярный чемпионат и плей-офф. Чемпион Украины по хоккею, призёры чемпионата и итоговые места команд определяются по итогам проведения плей-офф.

### Регулярный сезон[5]
Регулярный чемпионат УХЛ проводится по круговой системе: в шесть кругов, по четыре матча на своей площадке и четыре матча на выезде против каждого соперника. Места команд в таблице регулярного чемпионата определяются по сумме очков. В случае равенства очков у двух и более команд, преимущество имеет та команда, которая:
- имеет большее количество в очных встречах между этими командами;
- имеет лучшую разницу забитых и пропущенных шайб;
- имеет большее количество заброшенных шайб в играх между этими командами;
- имеет большее количество побед во всех матчах регулярного чемпионата;
- имеет большее количество побед в основное время во всех матчах регулярного чемпионата;
- имеет большее количество побед в овертайме и в серии буллитов для определения победителя игры во всех матчах регулярного чемпионата;
- имеет лучшую разницу забитых и пропущенных шайб во всех матчах регулярного чемпионата;
- имеет большее количество заброшенных шайб во всех матчах регулярного чемпионата.

По результатам регулярного чемпионата лучшие команды получают право на участие в серии плей-офф.

### Плей-офф
Пары формируются по принципу: команда, занявшая наивысшую позицию в итоговой таблице регулярного чемпионата, играет с командой, занявшей самую низкую позицию в итоговой турнирной таблице, вторая — с предпоследней. Игры начинаются со стадии полуфинала или 1/4 финала. Регламент устанавливается перед началом сезона.

## Награды и Кубки УХЛ

### Чемпионский кубок Украины по хоккею

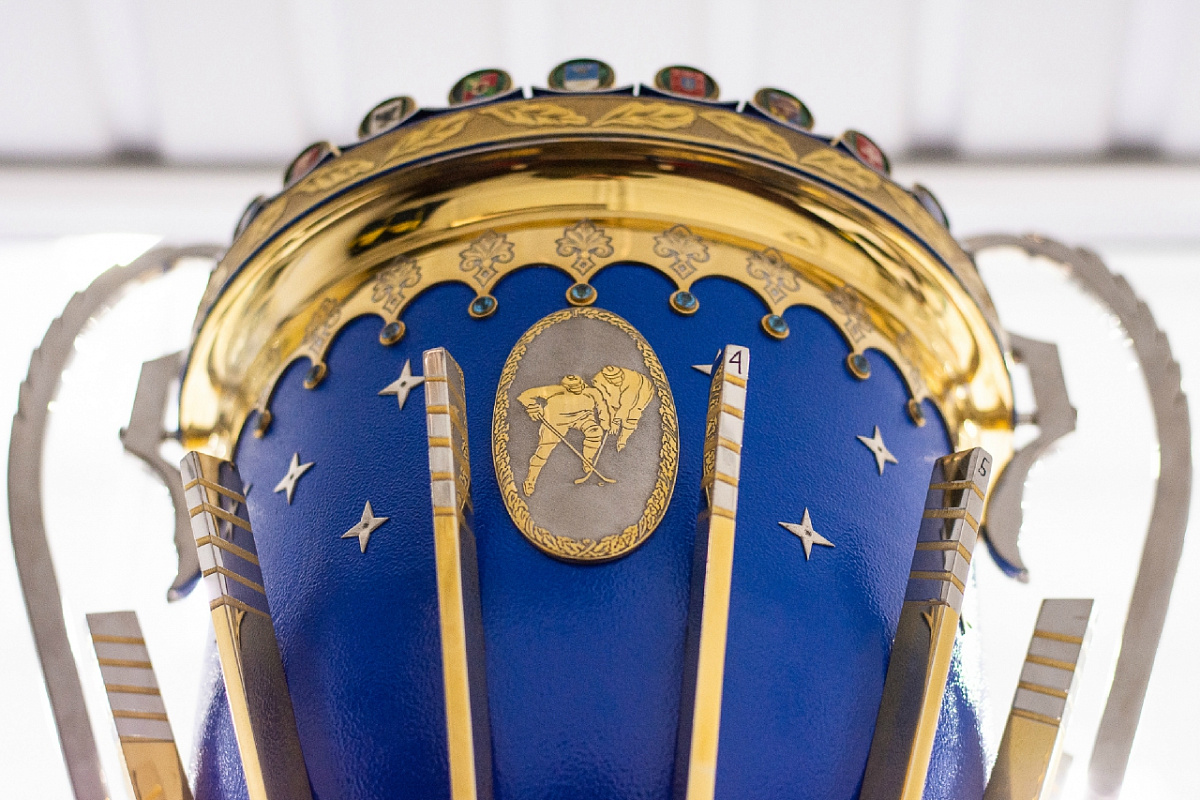
Чемпионский Кубок Украины по хоккею

Главный приз украинского хоккея изготовлен из золота и серебра 999 пробы, никеля, латуни, малахита, топаза и другого ценного сырья. Вес главного трофея больше 30 кг и он в два раза тяжелее, чем Кубок Стэнли.
Кстати, чемпионский кубок Украины, как и Кубок Стэнли переходной, а название команд и игроков гравируются на чаше.

### Кубок Открытия Париматч
В сезоне 2020/21 Украинская хоккейная лига зародила новую хоккейную традицию в украинском хоккее и с сезона нового победитель матча-открытия будет награждаться Кубком Открытия Париматч.

Традиционно в матче-открытия пятого юбилейного сезона сошлись чемпион и вице-чемпион страны - «Кременчук» и «Донбасс». Обладателем первого Кубка Открытия стал «Донбасс», который обыграл «Кременчук» со счетом 3:2. 

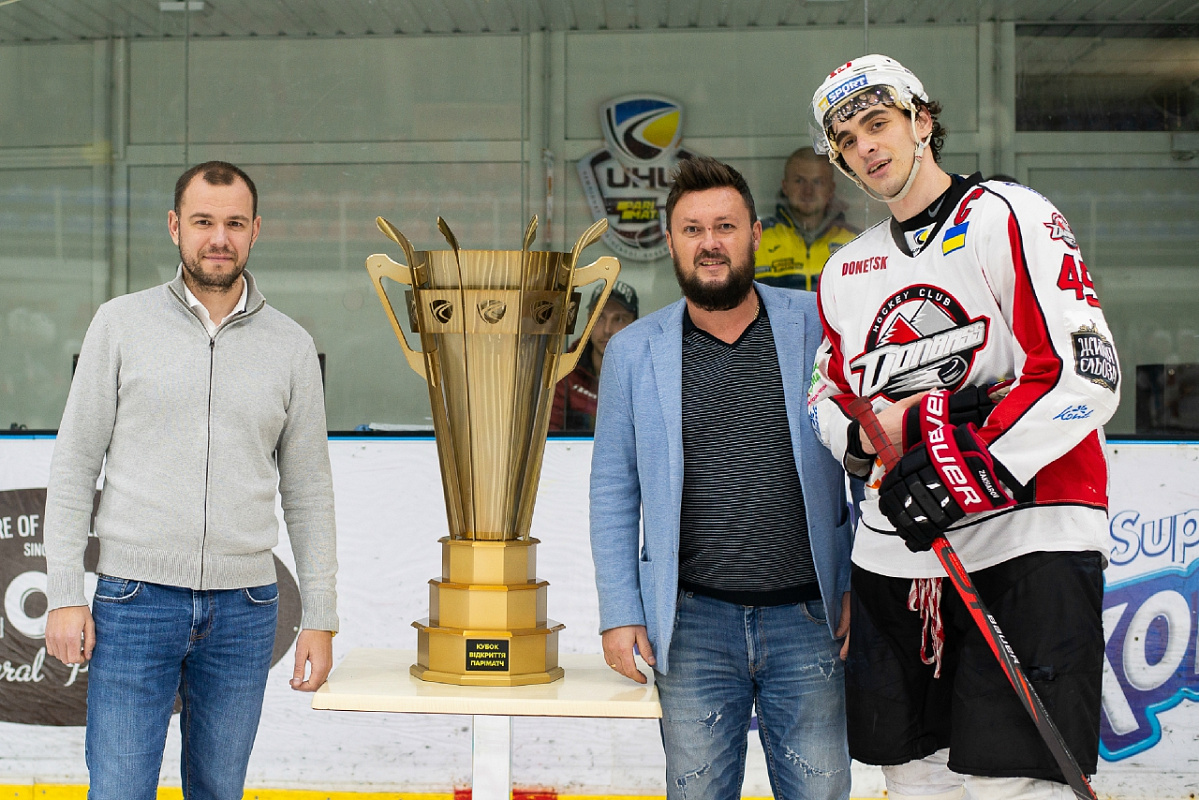
Кубок Открытия Париматч. Сезон 2020_21

На Кубке логотип Украинской хоккейной лиги обыгран прорезью в стальном кольце. Также общий вид Кубка дополнен клюшками, как символ этого динамичного вида спорта. Весит Кубок - 24 килограмма.

### Награда лучшему игроку месяца
В сезоне 2017/18 Украинская хоккейная лига совместно с официальным спонсором чемпионата ТМ «Parimatch» начали определять лучших игроков по итогам каждого месяца.

В экспертную комиссию, которая определяла лауреатов месяца, вошли сотрудники УХЛ, а также представитель ТМ «Parimatch» Вадим Мисюра. Комиссия каждый месяц определяет лучших игроков на основе индивидуальной статистики, а также вклада в результаты выступлений команд.

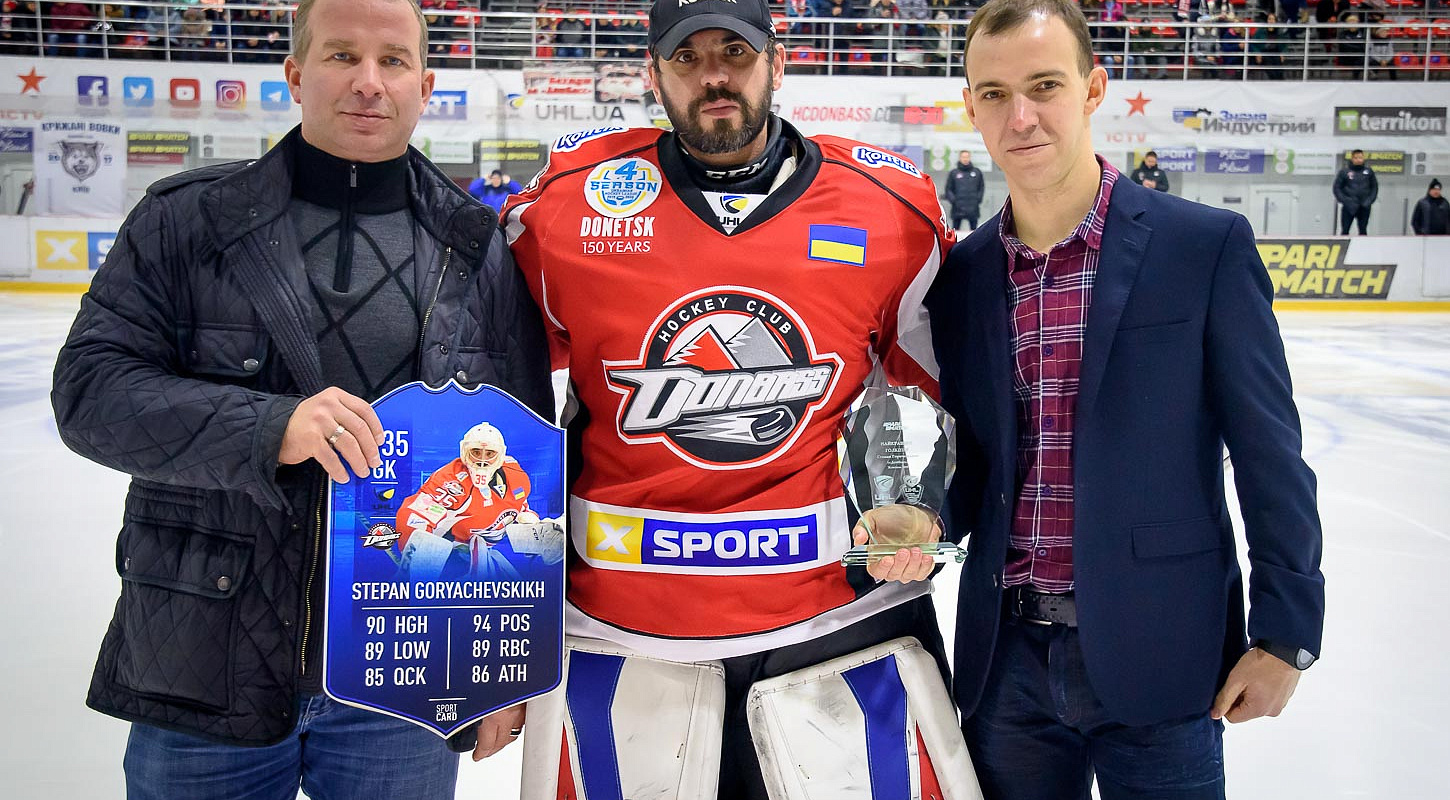
Горячевских_Лучший игрок ноября. Сезон 2019_20

В первой декаде каждого месяца УХЛ публикует имена лучших игроков Лиги в своих амплуа за предыдущий месяц: лучший вратарь, лучший защитник и лучший нападающий. Также наградой будет отмечен автор лучшей заброшенной в течение месяца шайбы. Победители награждаются специальными призами от ТМ «Parimatch».

## Телевизионные трансляции
Права на трансляции матчей принадлежат генеральному информационному партнёру УХЛ - телеканалу XSPORT, который вещает на территории Украины. С сезона 2018/19 все матчи чемпионата Украинской хоккейной лиги были показаны на сайте XSPORT.ua, а центаральные матчи каждого тура, а также матчи стадии плей-офф были показаны в прямом эфире.
Также УХЛ и XSPORT организовуют прямые трансляции матчей на Youtube-каналах УХЛ и XSPORT.

## Информационные партнеры УХЛ
- Телеканал XSPORT;
- Телеканал ICTV;
- Телеканал Украина 24;
- Авторадио Украина;
- Всеукраинское общественно-политическое издание «Сегодня»;
- Интернет-сайт OBOZREVATEL.com;
- Спортивный портал Champion;
- Спортивный портал Sport.ua;
- Спортивный портал Terrikon;
- Городской портал MRPL.CITY.

## Сотрудничество сХоккейной Лигой Чемпионов
Правление хоккейной Лиги Чемпионов решило выделить Wild Card для чемпиона Украины - ХК «Донбасс». Такое решение было принято для поддержки признанных европейских хоккейных команд. Домашние матчи самого престижного европейского турнира чемпион Украины будет проводить на льду киевского Дворца Спорта.
Соперниками украинской команды в групповом раунде первого сезона в хоккейной Лиге чемпионов стали «Рунгстед» (Дания), «Руан Драгонз» (Франция) и «Клагенфурт» (Австрия).

## Церемония награждения UHL AWARDS-2019
27 мая 2019 года Украинская хоккейная лига впервые в своей истории провела торжественную церемонию награждения лучших игроков, тренеров, менеджеров и спортивных журналистов «Звезды хоккейного года» сезона 2018/2019.
Мероприятие прошло в киевском Freedom Hall.

#### Полный список победителей церемонии «Звезды хоккейного года-2019»
- Лучший вратарь — Олег Петров («Днепр»);
- Лучший защитник — Всеволод Толстушко («Кременчук»);
- Лучший нападающий — Виталий Лялька («Донбасс»);
- Лучший бомбардир и снайпер чемпионата — Николай Киселев («Кременчук»);
- Лучший тренер — Сергей Витер («Донбасс»)
- Лучший нападающий защитного плана — Тимур Гриценко («Кременчук»);
- Лучший новичок — Денис Бородай («Белый Барс»);
- Джентльмен на льду — Алексей Красильников («Кременчук»);
- Лучший легионер — Илья Коренчук («Донбасс»);
- Номинация «Золотая шайба» — Артём Пуголовкин («Донбасс»);
- Номинация «Золотая клюшка» — Олег Петров («Днепр»);
- Номинация «Золотой свисток» — Александр Батезатов;
- Номинация «За верность игре» — Виктор Захаров («Донбасс»), Валерий Середенко (МХК «Динамо»), Андрей Хапков («Ледяные Волки»), Владимир Чердак (МХК «Динамо»),
- Номинация «Работа вне льда» — ХК «Донбасс»
- Лучший игрок юниорской хоккейной лиги — Артём Целогородцев («Днепр»)
- Лучший украинский игрок на международной арене — Андрей Михнов (ГКС «Тыхы», Польша)
- Лучший игрок чемпионата Украины по хоккею среди женщин — Дарья Цимеренко («Украиночка»)
- Лучшая пресс-служба — ХК «Донбасс»
- Номинация «За подготовку кадрового резерва» — «Белый Барс»
- Лучшие журналисты, освещающие украинский хоккей — Алексей Дышленко (сайт Segodnya.ua), Андрей Ковальский (телеканал ICTV), Александр Сукманский (телеканал XSPORT), Андрей Твердохлеб («Чемпион»).

Также была определена символическая сборная чемпионата УХЛ — Пари-Матч сезона 2018/19, в которую вошли: вратарь Олег Петров («Днепр»), защитники Всеволод Толстушко («Кременчук») и Владимир Романенко («Донбасс»), нападающие Николай Киселёв («Кременчук»), Виталий Лялька и Виктор Захаров (оба — «Донбасс»).
Отдельными наградами в номинации «За вклад в развитие хоккея» были отмечены президенты клубов УХЛ и титульный партнёр Лиги. Свои заслуженные призы получили — Константин Ефименко, Борис Колесников, Сергей Мазур, Владислав Мангер и представитель ТМ «Parimatch» Вадим Мисюра.

## Церемония награждения UHL AWARDS-2021
28 мая 2021 года Украинская хоккейная лига во второй раз в своей истории провела церемонию награждения лучших игроков, тренеров, менеджеров и спортивных журналистов «Звезды хоккейного года» сезона 2020/2021. Всего церемония предусматривала 24 номинации, за победу в которых соревновались 57 номинантов. Определяло победителей экспертное жюри, в которое вошли спортсмены, хоккейные функционеры и профильные СМИ. В отдельных номинациях лучших выбирали болельщики путем голосования, а также капитаны, ассистенты и тренеры клубов УХЛ.
Полный список победителей церемонии «Звезды хоккейного года-2021»:
- Лучший новичок — Богдан Панасенко («Днепр»);
- Джентльмен на льду — Феликс Морозов («Сокол») и Дмитрий Созонов («Кременчук»);
- Лучший нападающий оборонительного плана — Виктор Туркин («Донбасс»);
- Лучший бомбардир — Андрей Сигарёв («Донбасс»);
- Золотая шайба — Шейн Хеффернан («Ледяные Волки»);
- Золотой свисток — Андрей Кича и Александр Пономарь;
- Железный человек — Руслан Ромащенко («Краматорск») и Андрей Стельмах («Ледяные Волки»);
- Золотая клюшка — Андрей Михнов («Сокол»);
- Работа вне льда — «Донбасс»;
- Лучший легионер — Андрей Сигарёв («Донбасс»);
- Лучшая спортивная редакция СМИ — «Украина24»
- Лучшая пресс-служба — «Донбасс»
- Лучший нападающий — Андрей Денискин («Кременчук»);
- Открытие года — Mariupol Ice Center;
- Кадровая подготовка — «Белый Барс»;
- Лучший вратарь — Дмитрий Кубрицкий («Сокол»);
- Лучший молодой игрок — Артем Грабовецкий («Белый Барс»);
- За лидерские качества и активное участие в общественной жизни — Кирилл Бондаренко («Мариуполь»);
- Лучший ветеран — Роман Благой («Белый Барс»);
- Лучший защитник — Филипп Пангелов-Юлдашев («Донбасс»);
- Лучший тренер — Олег Шафаренко («Сокол»);
- Символическая сборная — Дмитрий Кубрицкий, Филипп Пангелов-Юлдашев, Сергей Дорофеев, Андрей Сигарёв, Андрей Денискин и Андрей Михнов;
- Меценат года — Parimatch.